# جدیده، المکر
جدیده (به لاتین: Jadeidi-Makr) یک منطقهٔ مسکونی در اسرائیل است که در Acre Subdistrict واقع شده‌است.